# Caulerpa racemosa
Caulerpa racemosa J. Agardh 1873 è un'alga verde della famiglia Caulerpaceae. È originaria del mar Rosso, ma è una specie alloctona del mar Mediterraneo, in cui è penetrata attraverso il Canale di Suez fin dal 1926. In Mediterraneo, insieme con la Caulerpa taxifolia, sta minacciando le praterie di Posidonia oceanica, della quale è una forte competitrice.

## Descrizione
Si presenta di colore verde e forma degli stoloni, dai quali si dipartono fronde verso l'alto, in cui sono presenti le strutture fotosintetiche e rizoidi diretti verso l'alto, con i quali aderisce saldamente al substrato.
È un'alga unicellulare, in cui la parete cellulare riveste un unico protoplasto.

## Riproduzione
C. racemosa è un'alga monoica in grado si riprodursi sia tramite riproduzione sessuata, sia vegetativa. La riproduzione sessuata avviene per anisogamia con alternanza di generazione gametofitica e sporofitica, dove tipicamente prevale la prima. A partire dal citoplasma, quattro anisogameti vengono liberati contemporaneamente, causando la successiva morte dell'individuo. La moltiplicazione vegetativa può avvenire per:
- crescita, una parte della pianta muore l'altra estremità continua a crescere;
- frammentazione, che può essere causata da attività antropiche, moto ondoso e azione dei predatori;
- formazione di propaguli.

Mentre è ormai noto il processo riproduttivo, restano ancora sconosciuti i suoi segnali di attivazione.